# Сестре (филм)
Сестре је српски телевизијски филм из 2011. године. Режирали су га Владимир Паскаљевић и Бојана Маљевић који су написали и сценарио уз помоћ Милене Марковић. Базиран је на истинитим догађајима и снимљен је у циљу подизања јавне свести о трговини људима.